# Ragnar Rendahl
Ragnar Håkan Rendahl, född 14 oktober 1878 i Karlstad, död 28 november 1929, var en svensk ingenjör och uppfinnare. Han var son till Claes Rendahl. 
Rendahl utexaminerades från Kungliga Tekniska högskolan 1899, anställdes 1900 som laboratorieingenjör vid AEG:s avdelning för trådlös telegrafi, var 1903–1908 anställd som laboratoriechef hos Gesellschaft für drahtlose Telegraphie i Berlin, där han bland annat utarbetade det av detta bolag lanserade systemet för trådlös telegrafi, som fick mycket vidsträckt spridning och bland annat infördes vid svenska marinen och handelsflottan. Rendahl var från 1909 elektroingenjör vid Mariningenjörkåren och hade 1914–1917 i uppdrag att uppföra statens fasta radiotelegrafstationer vid Karlsborg, Härnösand, Vaxholm och Boden. Han invaldes som ledamot av Örlogsmannasällskapet 1919 och av Ingenjörsvetenskapsakademien 1920.